# 赛尔网络
赛尔网络有限公司（简称赛尔网络）是一家负责中国教育和科研计算机网CERNET主干网的运营与维护的计算机互联网企业。

## 历史
始建于1994年的CERNET是中国的第一个互联网主干网，主要面向大学、教育机构及科研机构等。2000年8月，中国教育部批准CERNET转制方案，将科研与运营分开：
- CERNET原有的科研机制不变，继续承担国家的科研项目
- 成立赛尔网络有限公司，委托其运营 CERNET主干网并发展网络增值业务

目前，赛尔网络服务覆盖了中国31个省级行政区（省、自治区、直辖市），200多个城市的2000多所教育和科研机构，网络终端用户超过2000万。

## 核心节点

### 华北地区
- 清华大学
- 北京大学
- 北京邮电大学
- 北京航空航天大学
- 天津大学
- 河北师范大学
- 太原理工大学
- 内蒙古大学

### 西北地区
- 西安交通大学
- 兰州大学
- 青海师范大学
- 宁夏大学
- 新疆大学

### 西南地区
- 电子科技大学
- 重庆大学
- 贵州大学
- 云南大学
- 西藏大学

### 华南地区
- 华南理工大学
- 深圳大学
- 广西大学
- 广西师范大学
- 海南师范大学

### 华中地区
- 华中科技大学
- 中南大学
- 郑州大学

### 华东北地区
- 东南大学
- 山东大学
- 中国科学技术大学
- 中国海洋大学

### 东北地区
- 东北大学
- 大连理工大学
- 吉林大学
- 哈尔滨工业大学

### 华东南地区
- 上海交通大学
- 复旦大学
- 同济大学
- 浙江大学
- 福州大学
- 厦门大学
- 南昌大学